# Ulica Cerkiewna w Sanoku
Ulica Cerkiewna w Sanoku – ulica w dzielnicy Śródmieście miasta Sanoka.

## Historia
Jest jedną z najstarszych ulic Sanoka, była fragmentem szlaku handlowego wiodącego z południa przez ulicę 3 Maja i rynek w kierunku północnym.
Nazwa ulicy pochodzi od istnienia w jej pobliżu cerkwi. W dawnych wiekach ulicą przejeżdżali kupcy i wierni obrządku prawosławnego udający się w kierunku Krosna i Cerkwi znajdującej się przy murze miejskim obok bramy Niżnej.
Ulica stromo schodzi w dół od północno-zachodniego narożnika rynku do ulicy Zamkowej przy cerkwi greckokatolickiej. Mierzy 100 m długości. Na ulicy zachowała się XIX w. zabudowa miejska.
Po II wojnie światowej w okresie PRL ulicę przemianowano na Młodzieży Zjednoczonej. W grudniu 1989 uchwałą Miejskiej Rady Narodowej w Sanoku ulica Młodzieży Zjednoczonej została przemianowana na ulicę Cerkiewną.
Jej nazwa w dokumentach miejskich musiała  pojawić się po wydaniu zgody królewskiej z roku 1564 na zbudowanie cerkwi w Sanoku przy murze miejskim.
Do unii brzeskiej ludność obrządku łacińskiego i wyznawcy prawosławia egzystowali na zachodnich krańcach Rusi Czerwonej obok siebie niejednokrotnie w zwartych grupach, jednakże Rusini zajmowali peryferyjne dzielnice miast i przedmieścia. Świadczą o tym m.in. w oparciu o plany i dawniejsze wzmianki źródłowe, informacje o zasięgu ulic i dzielnic z usytuowanymi na nich cerkwiami i siedzibami parochów.
Przy ulicy funkcjonowało początkowo sanockie Państwowe Gimnazjum Męskie im. Królowej Zofii, założone w 1880: najpierw w domu burmistrza Cyryla de Jaksa Ładyżyńskiego następnie w domu p. Kahanowej także przy tej ulicy.
Przy ulicy pod numerem domu 123 mieścił się dom Schildkrauta, w którym od końca 1906 urzędował inżynier rządowy i upoważniony geometra cywilny Bolesław Skąpski, a od 1919 kancelarię prowadził dr Izaak Nehmer.
Na początku XX wieku ten zakątek śródmieścia Sanoka z przyległymi ulicami zamieszkiwała biedota żydowska. Z czasem przy ulicy zanikał handel na rzecz innych miejsc w mieście.
W latach 20. przy ulicy Józef Gaweł prowadził pracownię obuwia. W latach 30. pod numerem 2 ulicy działał M.S. Silberman. Handel Owoców Krajowych i Zagranicznych w Sanoku. Do 1939 w kamienicy pod numerem 6 funkcjonowała żydowska sala modlitwy.
Do gminnego rejestru zabytków miasta Sanoka, opublikowanego w 2015, zostały wpisane budynki pod numerami 1, 6 ulicy.
W latach sześćdziesiątych XX wieku w budynku u zbiegu ulicy Cerkiewnej i Rynku swoją specjalną galerię miał Zdzisław Beksiński.
U zbiegu z ulicą Berka Joselewicza powstała kapliczka z rzeźbą Najświętszej Maryi Panny.
Z ulicy widoczny jest szczyt Białej-Góry zwany "Zamczyskiem".
U kresu ulicy i zbiegu z ulicą Zamkową znajduje się budynek budynek, w którym w przeszłości mieścił się szpital wojskowy. Od 1995 stanowi siedzibę zboru Ewangelicznej Wspólnoty Zielonoświątkowej.